# Карл Штіпшіц-Тернава
Карл Штіпшіц-Тернава (хорв. Karlo Štipšić-Tjernova; * 1883 — † 1954) — австрійський та український військовий діяч, полковник, начальник Генерального штабу Української Галицької Армії.

## Життєпис
Представник давнього баронського роду. Хорват за національністю. 
Під час Першої світової війни служив у Генштабі австрійської армії у званні майора.  
З 8 червня 1919 і до переходу через Збруч начальник Генерального штабу (Генеральної булави) УГА. Характеризувався як бездарна, безініціативна та байдужа до української справи людина: 
| По усуненню генерала Курмановича призначено начальником Генеральної булави полковника колишньої австро-угорської армії Штіпшіц-Тернаву. Нездарність і недбальство про фронтові операції нового начальника Генеральної булави виявилися скоро і завдяки викриттю наміреної дезерції (приготування закордонного паспорту) звільнилася армія від цього галапаса.[1] |
Після звільнення з УГА служив в угорській армії.